# Nowoołeksandriwka (hromada Synelnykowe)
Nowoołeksandriwka (ukr. Новоолександрівка) – wieś na Ukrainie, w obwodzie dniepropetrowskim, w rejonie synelnykowskim, w hromadzie Synelnykowe. W 2001 liczyła 1124 mieszkańców, spośród których 1018 wskazało jako ojczysty język ukraiński, 98 rosyjski, 2  białoruski, 4 ormiański, a 2 inny.